# Európa vasútvillamosítási rendszereinek listája

Főbb vasútvillamosítási rendszerek Európában:
750 V DC
15 kV AC
3 kV DC
1,5 kV DC
25 kV AC
nincs villamosított vonal
A nagysebességű vonalak Németországon kívül 25 kV rendszerrel vannak villamosítva

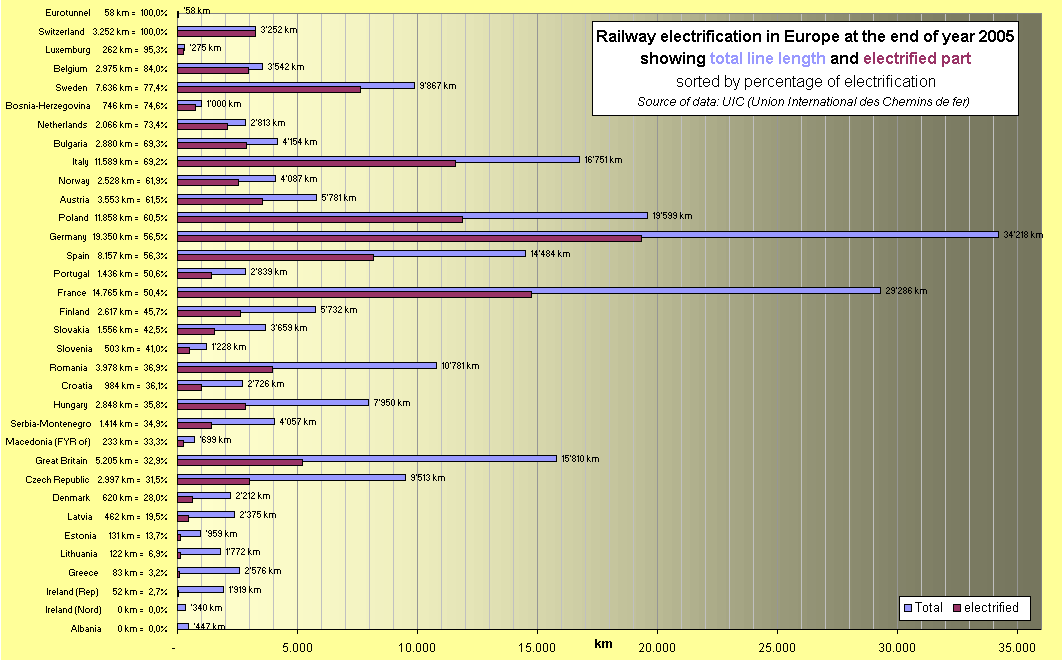
Villamosított vasutak aránya Európában

A gazdaságosság és a környezetvédelem miatt Európában már a vasúti közlekedés kezdetétől megindult a villamos vontatás. A különböző vasúttársaságok vagy államok azonban különböző villamosítási rendszereket fejlesztettek és építettek ki. Ez már a kezdetektől fogva számos problémát okozott az egyes térségek közötti közlekedésben. Napjainkban az átjárhatóság problémájának erre a kérdésére a többáramnemű mozdonyok alkalmazása, a mozdonycsere vagy a dízelvontatás a megoldás.

## Rendszerek
Európában jelenleg (kisebb kivételektől eltekintve) az alábbi rendszerek elterjedtek:
- 750 V egyenfeszültség: Egyesült Királyság
- 1,5 kV egyenfeszültség: Franciaország egy része, Hollandia
- 3 kV egyenfeszültség: Spanyolország, Olaszország, Lengyelország, Szlovákia északi része, Csehország északi részei, Belgium, Szlovénia
- 15 kV 16⅔ Hz váltakozó feszültség: Ausztria, Németország, Svájc, Svédország, Norvégia
- 25 kV 50 Hz váltakozó feszültség: Magyarország, Franciaország egy része, Luxemburg, Románia, Bulgária, Szlovákia délnyugati része, Csehország déli részei, Szerbia, Dánia, Görögország

A leggazdaságosabb energiaellátást ezek közül a 25 kV 50 Hz-es táplálás nyújtja, emiatt a nagysebességű vonalak Franciaországban, Spanyolországban és Olaszországban ezzel a rendszerrel vannak villamosítva.